# Asobara tabida
Asobara tabida is een insect dat behoort tot de orde vliesvleugeligen (Hymenoptera) en de familie van de schildwespen (Braconidae). De wetenschappelijke naam van de soort werd voor het eerst geldig gepubliceerd door Nees in 1834. De wesp legt haar eieren in verschillende soorten fruitvliegjes (Drosophila).